# Pink: Live in Australia
Pink: Live in Australia – zapis dwóch koncertów Pink z trasy Funhouse Tour, które miały miejsce 17 i 18 lipca 2009 roku w Sydney Entertainment Centre znajdującej się Sydney. DVD zostało wydane 14 października 2009 roku w Australii przez wytwórnię LaFace Records na Blu-ray i DVD. Wydawnictwo osiągnęło status 30. platynowej płyty w Australii.

## Lista utworów
1. „Highway to Hell
2. „Bad Influence”
3. „Just Like a Pill”
4. „Who Knew”
5. „Ave Mary A”
6. „Don’t Let Me Get Me”
7. „I Touch Myself”
8. „Please Don’t Leave Me”
9. „U + Ur Hand”
10. „Leave Me Alone (I’m Lonely)”
11. „So What”
12. „Family Portrait”
13. „I Don’t Believe You”
14. „Crystal Ball”
15. „Trouble”
16. „Babe I’m Gonna Leave You”
17. „Sober”
18. „Bohemian Rhapsody”
19. „Funhouse”
20. „Crazy”
21. „Get the Party Started”
22. „Glitter in the Air”

## Funhouse Tour: Live in Australia
Funhouse Tour: Live in Australia – album koncertowy zawierający zapis z dwóch koncertów amerykańskiej piosenkarki Pink z jej trasy Funhouse Tour, które miały miejsce 17 i 18 lipca 2009 roku w Sydney Entertainment Centre. Album wydany został 20 października 2009 roku przez wytwórnię LaFace Records. Zawiera on 12 utworów w wersji na żywo wybranych specjalnie przez Pink oraz bonusowy utwór „Push You Away”.

### Lista utworów
1. „Highway to Hell” – 1:35
2. „Bad Influence” – 4:58
3. „It’s All Your Fault” – 3:53
4. „Ave Mary A” – 3:24
5. „Please Don’t Leave Me” – 3:50
6. „U + Ur Hand” – 4:14
7. „I Don’t Believe You” – 4:23
8. „Crystal Ball” – 3:54
9. „One Foot Wrong” – 3:18
10. „Babe I’m Gonna Leave You” – 6:22
11. „Bohemian Rhapsody” – 5:51
12. „Funhouse” – 4:02

Bonus
13. „Push You Away” – 3:01

## Notowania i certyfikacje

### DVD
| Państwo           | Najwyższa pozycja | Certyfikat          |
| ----------------- | ----------------- | ------------------- |
| Australia         | 1                 | 30× platynowa płyta |
| Austria           | 3                 | –                   |
| Belgia (Flandria) | 2                 | –                   |
| Belgia (Wallonia) | 3                 | –                   |
| Francja           | –                 | platynowa płyta     |
| Holandia          | 3                 | –                   |
| Niemcy            | –                 | 2× platynowa płyta  |
| Stany Zjednoczone | –                 | złota płyta         |
| Wielka Brytania   | 2                 | –                   |

### CD
| Państwo           | Najwyższa pozycja |
| ----------------- | ----------------- |
| Austria           | 32                |
| Belgia (Flandria) | 46                |
| Belgia (Wallonia) | 46                |
| Francja           | 31                |
| Holandia          | 54                |